# Élections municipales de 2001 à Saint-Étienne
Les élections municipales à Saint-Étienne ont eu lieu les 11 et 18 mars 2001.
- Premier tour :

| Tête de liste                                                          | Liste | Liste                            | Nombre de voix | Résultats |
| ---------------------------------------------------------------------- | ----- | -------------------------------- | -------------- | --------- |
| Gérard Lindeperg, député                                               |       | PS - PCF - PRG - MDC - Les Verts | 17 952         | 35,01 %   |
| Bakha Bakina                                                           |       | DVG                              | 2 330          | 4,54 %    |
| Michel Thiollière, président de Saint-Étienne Métropole, maire sortant |       | UDF - RPR - PRV                  | 19 197         | 37,44 %   |
| Edmond Hubé, adjoint au maire sortant                                  |       | DVD                              | 2 873          | 5,60 %    |
| Charles Perrot                                                         |       | FN                               | 8 927          | 17,41 %   |